# EC Mamoré
Der Esporte Clube Mamoré ist ein Sportverein aus Patos de Minas, im brasilianischen Bundesstaat Minas Gerais. Größter Konkurrent des Klubs ist der Lokalrivale UR Trabalhadores, deren Treffen werden als Clássico do Milho bezeichnet.

## Geschichte
Mamoré wurde am 13. Juni 1949 gegründet. In der Stadt und der Region nahm der Klub zunächst an Amateurmeisterschaften teil. 1989 erfolgte die Professionalisierung der Mannschaft. Diese nahm im Folgejahr erstmals an einer Ausgabe der Staatsmeisterschaft von Minas Gerais teil. Man trat in der Segunda Divisão, deren zweiten Liga, an. Das erste Treffen fand am 22. Juli beim AD Ateneu statt, welches 0:0 endete. Mamoré kam bis in die Endrunde und schloss diese Punktgleich mit dem América EC aus Monte Santo de Minas ab. Aufgrund der besseren Vorrundenergebnisse wurde Mamoré Meister und konnte den Aufstieg in Módulo II der Staatsmeisterschaft für 1991 feiern. Der Klub erreichte auch hier die Meisterschaft und nahm somit 1992 an der obersten Spielklasse der regionalen Meisterschaft an. Seitdem tritt der Klub fast ohne Unterbrechung in der Staatsmeisterschaft an.
Eine Besonderheit für den Klub waren die Teilnahmen an nationalen Wettbewerben. Die höchste Spielklasse, welche bis dato erreicht werden konnte, war die Série C. Mamoré hatte im Módulo II 2001 die Campeão Mineiro do Interior, die Meisterschaft des Landesinneren, welche einen Teil der Staatsmeisterschaft darstellte, gewonnen. Dieser Sieg berechtigte zur Teilnahme an der Série C 2001. In dieser Ausgabe der dritten nationalen brasilianischen Liga, erreichte der Klub den 44. Platz bei 65 Teilnehmern. In seiner Gruppe mit sechs Gegnern hatte der Mamoré eine Bilanz von zwei Siegen, sechs Unentschieden und vier Niederlagen bei 14:19 Toren aufzuweisen. Die erste Partie trug man am 9. September gegen den Tupi FC aus (Ergebnis–0:0). Neben der Série C durfte der Klub auch an der Copa Sul-Minas 2002 teilnehmen.
Aufgrund einer Finanzkrise war der Klub 2005 gezwungen sein Stadion, das Estádio Waldomiro Pereira, zu verkaufen und konnte 2007 und 2008 keine Profimannschaft aufstellen.

## Teilnahme an Fußballwettbewerben
| Wettbewerb                          | Teilnahmen                                                     |
| ----------------------------------- | -------------------------------------------------------------- |
| Série C                             | 2001                                                           |
| Staatsmeisterschaft                 | 12× – 1992–1997, 2001–2005, 2015                               |
| Staatsmeisterschaft Módulo II       | 16× – 1991, 1998–2000, 2006, 2010–2014, 2016–2018, 2020, 2024– |
| Staatsmeisterschaft Segunda Divisão | 5× – 1990, 2009, 2019, 2022–2023                               |
| Staatspokal                         | 2× – 2004, 2010                                                |
| Copa Sul-Minas                      | 2002                                                           |

## Erfolge
- Staatsmeisterschaft von Minas Gerais – Segunda Divisão: 1990, 2009, 2023
- Staatsmeisterschaft von Minas Gerais – Módulo II: 1991, 2000, 2014